# 1903 في المملكة المتحدة
فيما يلي قوائم الأحداث التي وقعت خلال عام 1903 في المملكة المتحدة.

## سياسة

### تعيين في المنصب
- 9 أكتوبر – أوستن شامبرلين مستشار الخزانة.

### انتهاء فترة المنصب
- 9 أكتوبر – أوستن شامبرلين Postmaster General of the United Kingdom [الإنجليزية]‏.
- 17 أكتوبر – آرثر جيمس بلفور اللورد أمين الختم الكنيف [الإنجليزية]‏.

## رياضة
- 1 يناير – بطولة ويمبلدون 1903

## مواليد

### يناير
- 1 يناير – ايفان جيمس وليامز فيزيائي من المملكة المتحدة.
- 1 يناير – سام وايت لاعب كرة قدم إنجليزي.
- 10 يناير – باربرا هيبورث
- 31 يناير – جاك ألين لاعب كرة قدم من المملكة المتحدة.

### فبراير
- 22 فبراير – فرانك رامزي

### مارس
- 27 مارس – هاري ماسون

### أبريل
- 23 أبريل – إيان كولينز

### مايو
- 25 مايو – بيني بارنز
- 26 مايو – داني جرين ممثل بريطاني.
- 29 مايو – بوب هوب

### يونيو
- 17 يونيو – وليام فالانس دوغلاس هودج رياضياتي بريطاني.

### يوليو
- 1 يوليو – إيمي جونسون طيارة من المملكة المتحدة.
- 2 يوليو – أليك دوغلاس هيوم
- 2 يوليو – أولاف الخامس
- 7 يوليو – ستيفين رونسيمان مؤرخ بريطاني.
- 10 يوليو – جون ويندهام
- 11 يوليو – رودولف آبل
- 13 يوليو – كينيث كلارك
- 26 يوليو – إيمي غينتري مُجدّفة من المملكة المتحدة.
- 28 يوليو – كولن غريغوري

### أغسطس
- 4 أغسطس – هربرت هوفر، الابن سياسي أمريكي.

### أكتوبر
- 4 أكتوبر – سيريل ستانلي سميث
- 28 أكتوبر – إيفلين ووه كاتب بريطاني.

### ديسمبر
- 5 ديسمبر – سيسل باول فيزيائي بريطاني.
- 19 ديسمبر – جورج سنيل

## وفيات

### فبراير
- 28 فبراير – وليام هاركنس (مواليد 1837)

### يونيو
- 2 يونيو – أندرو أينسلي كومن (مواليد 1841) عالم فلك بريطاني.

### أغسطس
- 22 أغسطس – روبرت سيسل (مواليد 1830) سياسي بريطاني.

### ديسمبر
- 8 ديسمبر – هربرت سبنسر (مواليد 1820)